# Marcel Glăvan
Marcel Glăvan (Drăgușeni, 9 de marzo de 1975) es un deportista rumano que compitió en piragüismo en la modalidad de aguas tranquilas.
Participó en los Juegos Olímpicos de Atlanta 1996, obteniendo una medalla de plata en la prueba de C2 1000 m. Ganó siete medallas en el Campeonato Mundial de Piragüismo entre los años 1994 y 1997, y tres medallas en el Campeonato Europeo de Piragüismo de 1997.

## Palmarés internacional
| Juegos Olímpicos   | Juegos Olímpicos          | Juegos Olímpicos | Juegos Olímpicos |
| Año                | Lugar                     | Medalla          | Evento           |
| ------------------ | ------------------------- | ---------------- | ---------------- |
| 1996               | Atlanta (Estados Unidos)  | Medalla de plata | C2 1000 m        |
| Campeonato Mundial |                           |                  |                  |
| Año                | Lugar                     | Medalla          | Evento           |
| 1994               | Ciudad de México (México) | Medalla de plata | C4 500 m         |
| 1994               | Ciudad de México (México) | Medalla de plata | C4 1000 m        |
| 1995               | Duisburgo (Alemania)      | Medalla de plata | C2 1000 m        |
| 1995               | Duisburgo (Alemania)      | Medalla de plata | C4 500 m         |
| 1995               | Duisburgo (Alemania)      | Medalla de oro   | C4 1000 m        |
| 1997               | Dartmouth (Canadá)        | Medalla de plata | C4 500 m         |
| 1997               | Dartmouth (Canadá)        | Medalla de oro   | C4 1000 m        |
| Campeonato Europeo |                           |                  |                  |
| Año                | Lugar                     | Medalla          | Evento           |
| 1997               | Plovdiv (Bulgaria)        | Medalla de plata | C2 1000 m        |
| 1997               | Plovdiv (Bulgaria)        | Medalla de plata | C4 500 m         |
| 1997               | Plovdiv (Bulgaria)        | Medalla de oro   | C4 1000 m        |